# Maybelle Boma
 (avril 2024).
La mise en forme du texte ne suit pas les recommandations de Wikipédia : il faut le « wikifier ».
Les points d'amélioration suivants sont les cas les plus fréquents :
- Les titres sont pré-formatés par le logiciel. Ils ne sont ni en capitales, ni en gras.
- Le texte ne doit pas être écrit en capitales (les noms de famille non plus), ni en gras, ni en italique, ni en « petit »…
- Le gras n'est utilisé que pour surligner le titre de l'article dans l'introduction, une seule fois.
- L'italique est rarement utilisé : mots en langue étrangère, titres d'œuvres, noms de bateaux, etc.
- Les citations ne sont pas en italique mais en corps de texte normal. Elles sont entourées par des guillemets français : « et ».
- Les listes à puces sont à éviter, des paragraphes rédigés étant largement préférés. Les tableaux sont à réserver à la présentation de données structurées (résultats, etc.).
- Les appels de note de bas de page (petits chiffres en exposant, introduits par l'outil «  Source ») sont à placer entre la fin de phrase et le point final[comme ça].
- Les liens internes (vers d'autres articles de Wikipédia) sont à choisir avec parcimonie. Créez des liens vers des articles approfondissant le sujet. Les termes génériques sans rapport avec le sujet sont à éviter, ainsi que les répétitions de liens vers un même terme.
- Les liens externes sont à placer uniquement dans une section « Liens externes », à la fin de l'article. Ces liens sont à choisir avec parcimonie suivant les règles définies. Si un lien sert de source à l'article, son insertion dans le texte est à faire par les notes de bas de page.
- La présentation des références doit suivre les conventions bibliographiques. Il est recommandé d'utiliser les modèles {{Ouvrage}}, {{Chapitre}}, {{Article}}, {{Lien web}} et/ou {{Bibliographie}}. Le mode d'édition visuel peut mettre en forme automatiquement les références.
- Insérer une infobox (cadre d'informations à droite) n'est pas obligatoire pour parachever la mise en page.

Pour une aide détaillée, merci de consulter Aide:Wikification.
Si vous pensez que ces points ont été résolus, vous pouvez retirer ce bandeau et améliorer la mise en forme d'un autre article.
Pour les articles homonymes, voir Boma (homonymie).
Maybelle Boma, née dans la région du Nord-Ouest du Cameroun, est une chanteuse de gospel, blogueuse et activiste camerounaise basée aux États-Unis.

## Biographie
Maybelle Boma est originaire de la région du Nord-Ouest du Cameroun, où elle est née et a grandi. Elle a ensuite déménagé aux États-Unis où elle réside actuellement dans la ville de New York.

## Influence culturelle
Originaire de la région du Nord-Ouest du Cameroun, elle a plaidé en faveur de l'appréciation et de l'utilisation de la tradition et de la culture du Nord-Ouest. Elle s'est activement impliquée dans la promotion de la tenue traditionnelle du peuple du Nord-Ouest, le Toghu, et l'a rendue nationale et internationale.
Elle a lancé le Toghu Action Movement (TAM), aujourd'hui Toghu Association for culture (TAC), afin d'encourager un plus grand nombre de personnes à être fières de leurs identités culturelles,,.
En tant que blogueuse, elle s'attache à raconter l'histoire des Camerounais de l'étranger qui excellent dans leurs domaines respectifs mais ne bénéficient pas d'une couverture médiatique suffisante.
L'influence culturelle qu'elle a exercée à travers ce mouvement a été présidée par des personnalités camerounaises telles que le footballeur Samuel Eto'o,, et l'homme politique et avocat Akere Muna,.
Son influence va bien au-delà de la culture. Elle est connue pour avoir exprimé ses préoccupations sur les questions politiques au Cameroun, en particulier lors de l'élection présidentielle de 2018, où elle a appelé les candidats de l'opposition à former une coalition.
Elle a qualifié Félix Tshisekedi, candidat et vainqueur de l'élection présidentielle de 2019 en République démocratique du Congo, d'« homme dans l'arène ».
Elle a également appelé à la reconnaissance nationale du talent de l'attaquant des Lions Indomptables Vincent Aboubakar,.

## Carrière Gospel
Loin de son influence culturelle, Maybelle Boma est une chanteuse de gospel depuis plus de deux décennies et a sorti quelques chansons gospel et une chanson patriotique intitulée Cameroon Unite, appelant les Camerounais à rester unis afin de surmonter leurs problèmes,.

## Discographie
- Mighty God 2
- Cameroon unite
- Blessed and highly favoured
- Thank you Lord
- Free at last
- Nkongosa
- Lord have Mercy
- Yahweh